# 久乗聖亜
久乗 聖亜（くのり せいあ、2001年3月31日 - ）は、京都府出身のサッカー選手。ポジションはMFもしくはFW。

## クラブ歴
ボランチとして京都サンガF.C.U-15に在籍していたが、同学年の同ポジションに福岡慎平、江川慶城がいたため、U-18昇格はならなかった。そのため、東山高等学校に進み、フォワードにコンバートされた。大学は関西大学に進んだ。
2023年1月3日にシンガポールプレミアリーグ (SPL) 所属のアルビレックス新潟シンガポールへの加入が発表された。2月19日のシンガポール・チャリティーシールドでフル出場して選手初出場初得点を記録した。4月5日の試合でハットトリック、8月3日の試合では4得点を記録する等活躍し、プロ初年度ながらリーグ戦で23試合21得点の大活躍を見せた。得点ランキングではマクシム・レスティエンヌ、谷口遼弥に次ぐ3位であったが、クラブの優勝には大きく貢献した。同年のリーグ最優秀若手選手賞及びベストイレブンに選出された。
2024年1月27日に同じくシンガポールプレミアリーグ (SPL) 所属のBGタンピネス・ローバースFCに完全移籍した。2024-25シーズンはSPL、シンガポール・カップ、AFCチャンピオンズリーグ2 2024/25合わせて45試合に出場し25ゴール14アシストの活躍をした。2025年6月18日、タンピネス退団が発表された。
2025年6月27日、タイ王国のトゥルー・バンコク・ユナイテッドFCへの加入が発表された。

## プレースタイル
ボランチからセンターフォワードにコンバートされたため、ミッドフィールダーもフォワードもこなす事が出来る。技術と視野の広さ、状況判断の良さが特徴として挙げられる選手である。JリーグクラブのU-18に昇格出来ずに東山高校を経由してプロになった経歴やポジション、プレースタイルも相俟って鎌田大地に譬えられる事が多い。